# كي ديسك توب
المكتب ك (بالإنجليزية: KDesktop)‏ هو أحد مكونات كيدي 3 والإصدارات الأقدم الذي يوفر نافذةً خلفية اساسية لرسم الرموز أو الرسومات الأخرى عليها. مع كيكر وسوبركرمبا، فإنه يشكل الواجهة الرسومية.
في تجميعة برامج كيدي 4، تم استبدال كيكر والمكتب ك وسوبركرمبا بكيدي بلازما 4. باعتبار الواجهات الرسومية كيدي بلازما 4 وكيدي بلازما 5 بمثابة محركات حاجيات، لم يعد سوبركرمبا ضروريًا، وعلى سبيل المثال، تمت إعادة تطبيق كيكر كحاجية واجهة مستخدم لسطح المكتب.

## أنظر أيضا
- لينكس على سطح المكتب